# Convention entre la Grande-Bretagne et le Tibet
Pour les articles homonymes, voir Traité de Lhassa.
 Voir le traité sur Wikisource
La convention entre la Grande-Bretagne et le Tibet (en anglais Convention between Great Britain and Tibet) est un des traités inégaux imposés par la Grande-Bretagne au Tibet, concernant la délimitation de la frontière entre le Sikkim et le Tibet. Il est conclu le 7 septembre 1904, au palais du Potala, entre le colonel Younghusband, chef de la mission britannique, et le régent du Tibet, en présence de l'amban chinois, lequel refuse de le parapher (la Chine étant « reléguée parmi les pouvoirs étrangers »), et en l'absence du dalaï-lama réfugié en Mongolie et déposé par le pouvoir impérial.
L'accord prévoit que trois villes du Tibet – Gyantsé, Gartok et Yatung – seront ouvertes au commerce britannique et hébergeront des agents britanniques. Jusqu'à la fin du règlement par le Tibet d'une indemnité financière, la Grande-Bretagne pourra occuper la vallée de Chumbi et aucune autre puissance ne pourra résider, intervenir ou avoir de concessions pour le chemin de fer ou des gisements miniers au Tibet. Ce traité annule les accords de 1890 et 1893 entre la Chine et les Britanniques et transforme le Tibet quasiment en protectorat de l'Inde britannique selon Melvyn Goldstein ou de la Grande-Bretagne selon Joseph Deniker. Comme le traité implique que le Tibet est un État souverain habilité à signer des traités de son propre chef, il est rejeté par le pouvoir impérial et ne peut entrer en vigueur,. Il sera amendé par le traité de Pékin (1906), lui-même renégocié en 1914, après la signature de la convention de Simla, non ratifiée par la Chine.

## Dénomination
La convention entre la Grande-Bretagne et le Tibet  (en anglais Convention between Great Britain and Tibet),,,  est également connue sous les noms de convention entre les gouvernements de la Grande-Bretagne et du Tibet, convention entre le Royaume-Uni et le Tibet, Convention anglo-tibétaine de 1904[réf. nécessaire] ou encore de traité de Lhassa[réf. nécessaire].

## Contexte

### Négociations des Britanniques avec la Chine (1876-1893)
À la fin du XIXe siècle, les Britanniques négocient directement avec la Chine des accords afin de leur permettre l'accès aux territoires du Tibet.
En 1876, ils obtiennent, à la Convention de Chefoo, un droit de passage sur le territoire tibétain,,.
Le 17 mars 1890, ils signent la Convention de Calcutta, qui fixe la frontière entre le Sikkim anglais et le Tibet et implique la reconnaissance de la suzeraineté chinoise sur le Tibet,.
En 5 décembre 1893 le « Tibet Trade Regulation » autorise la libre circulation des ressortissants anglais et l'instauration d'un comptoir britannique à Yatung,,. Cependant, les lamas, qui se méfient des Anglais, construisent un mur à 500 mètres du marché pour les bloquer,. (En octobre 1908, ce traité sera amendé par le Traité de Calcutta, conclu entre la Chine, le Tibet et le Royaume-Uni.

### Négociations des Britanniques avec le Tibet
Cependant, les Britanniques prennent conscience que les Chinois sont dans l'incapacité de faire appliquer ces accords aux Tibétains. Changeant de stratégie, ils décident de négocier directement avec le gouvernement tibétain du Ganden Phodrang.
Obsédé par la menace russe et ayant décidé de faire du Tibet un protectorat, Lord Curzon, vice-roi des Indes de 1899 à 1905, déclare dans un rapport adressé le 8 janvier 1903 à Londres au Secrétaire d’État aux affaires indiennes : « Nous considérons la soi-disant suzeraineté de la Chine sur le Tibet comme une fiction constitutionnelle, une simulation politique maintenue parce que convenant aux deux parties. »,.

### Expédition militaire britannique au Tibet (1903-1904)

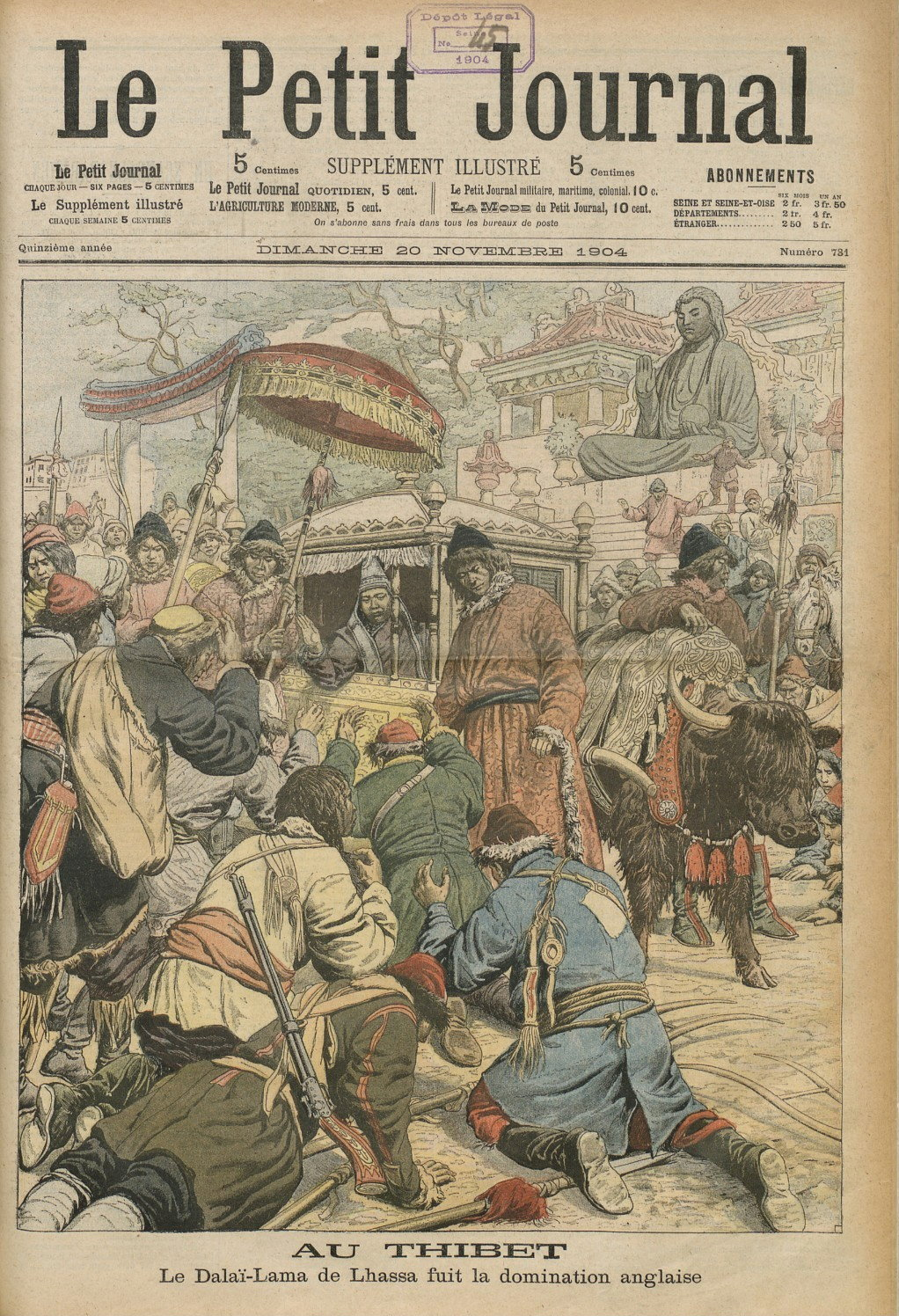
Le dalaï-lama fuyant l'invasion britannique, Le Petit Journal du 20 novembre 1904.

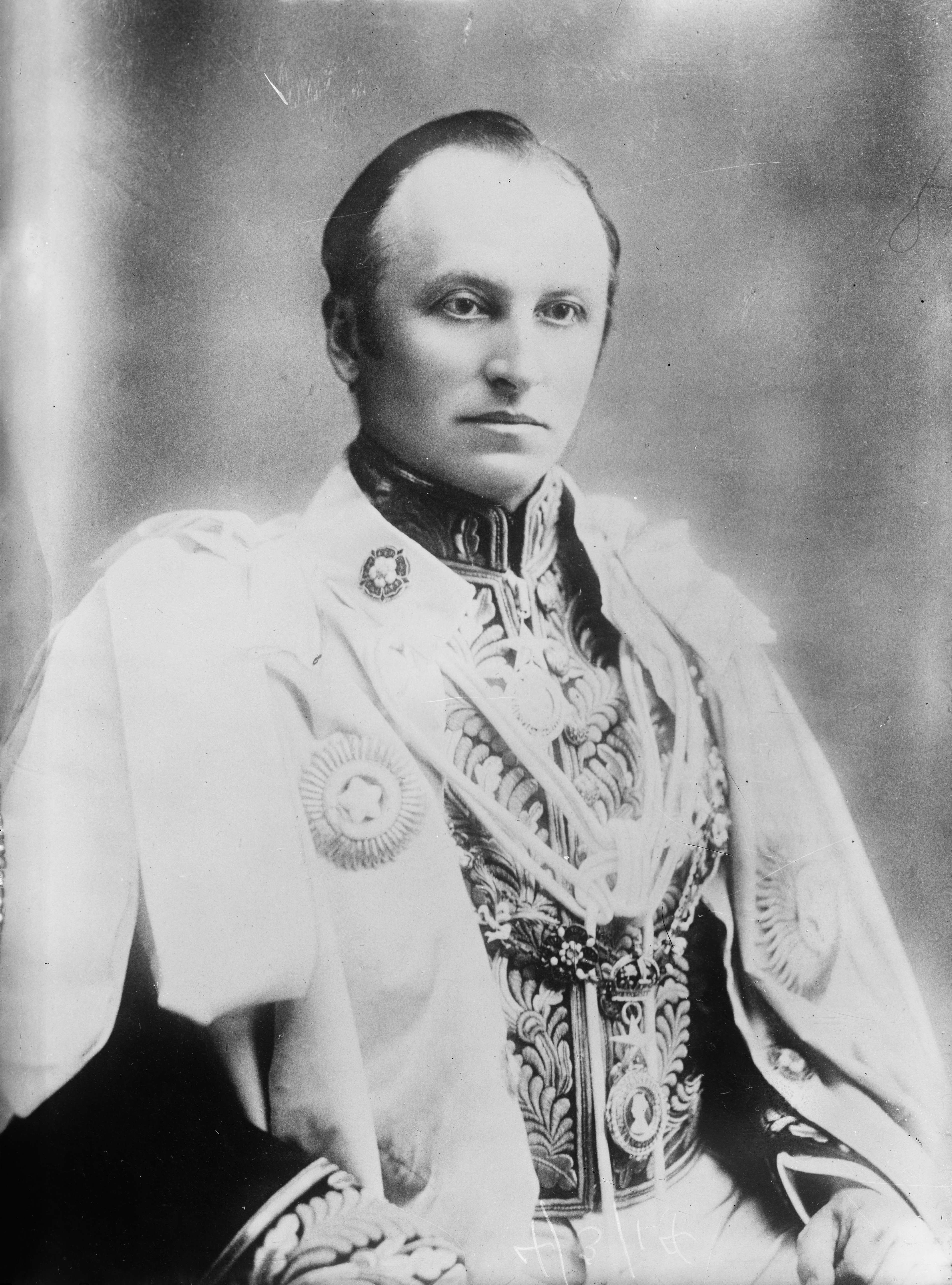
Le marquis Curzon de Kedleston

Assuré de l'inertie des Russes aux prises avec l'empire japonais en Extrême-Orient où se déroule guerre russo-japonaise (8 février 1904 - 5 septembre 1905), George Curzon tente de prendre contact avec le gouvernement du Tibet, mais ce dernier ne répond pas. Aussi, en 1903, les Britanniques réagissent-ils en envoyant une mission diplomatique appuyée par une force militaire de plusieurs milliers d'hommes sous le commandement du colonel Francis Younghusband. Le dalaï-lama envoie plusieurs lettres à Younghusband pour l'adjurer de ne pas rentrer dans la capitale. La force britannique se fraye un chemin jusqu'à Lhassa pour constater que le XIIIe dalaï-lama, Thubten Gyatso, a déjà fui à Urga, la capitale de la Mongolie-Extérieure, accompagné du Russe Agvan Dorjiev Dorjieff. Il y est reçu par le Bogdo Gegen et les représentants de la Russie, laquelle, étant en guerre contre le Japon, ne peut intervenir au Tibet. Entretemps, il se retrouve « déposé » par Pékin en raison de son refus de négocier en position d'infériorité avec les forces expéditionnaires britanniques.
Le 3 août 1904 le Tibet tombe dans les mains des Britanniques,.
Dès l'arrivée à Lhassa du colonel Francis Younghusband le 1er août 1904, les Britanniques entament des négociations avec le régent tibétain Lobsang Gyaltsen, le Kashag (cabinet des ministres du gouvernement tibétain dont Yuthok Phuntsok Palden) et l'amban mongol You Tai, représentant le gouvernement impérial de la dynastie Qing. Elles se déroulent dans le palais du Potala.

## Le traité

### Signature et ratification
Le colonel Francis Younghusband pour le gouvernement britannique, signe un traité avec Lobsang Gyaltsen, le Ganden Tripa, les représentants du Kashag, des trois monastères de Sera, Drepung, et Ganden et les délégués laïques et religieux de l'Assemblée nationale pour le Gouvernement du Tibet. Selon Tsepon W. D. Shakabpa, l'amban chinois, le représentant du Bhoutan et le résident népalais assistèrent à la signature de la Convention mais sans parafer celle-ci,.

### Clauses

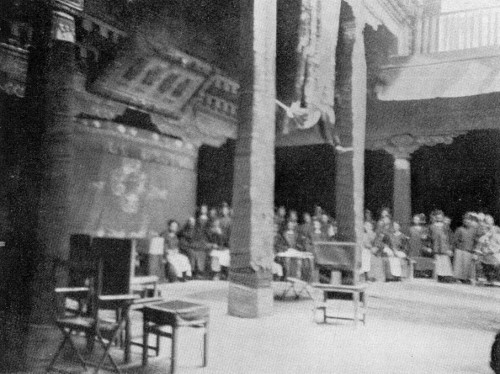
La cérémonie de signature du Traité à Lhassa

Le projet de traité se décline en 10 articles. Les frontières entre le Sikkim - protectorat britannique depuis 1890 - et le Tibet sont confirmées. Le Tibet reconnaît la suzeraineté des Britanniques sur le Sikkim et « accepte d'entamer des relations commerciales avec les Indes »[source insuffisante]. Outre Yatoung, les villes de Gyantsé et de Gartok sont ouvertes au commerce britannique. À titre de compensation, le gouvernement tibétain s'engage à verser une indemnité de guerre de 75 lacks de roupies payables par annuités sur 75 ans. Jusqu'à la fin du règlement de cette indemnité, d'une part la Grande-Bretagne occupera la vallée de Chumbi et d'autre part aucune autre puissance ne pourra résider, intervenir ni avoir de concessions pour le chemin de fer ou les mines au Tibet.
À l'issue de la signature de cette convention par les seuls Britanniques et Tibétains le 7 février 1904, l'amban ayant refusé d'apposer son paraphe aux clauses d'un traité ne reconnaissant pas suffisamment le pouvoir suprême de la Chine, Francis Younghusband et les militaires britanniques quittent Lhassa le 23 septembre 1904, sans laisser ni résident anglais, ni soldats dans la capitale. Mais sans la signature du gouvernement des Qing, le traité n'a aucune valeur juridique et ne peut entrer en vigueur,,.

### Analyses
Cette convention est parfois qualifiée de traité inégal,,.
Le missionnaire français Auguste Desgodins de la Société des missions étrangères de Paris, indique qu'« après un mois de discussion, le traité fut signé par les supérieurs des trois grandes lamaseries, dont l'un est qualifié de Régent. On assure qu'au dernier moment, l'ambassadeur chinois refusa de signer le traité parce qu'il n'avait pas de pouvoirs ad hoc, a-t-on dit d'abord, parce que le pouvoir suprême de la Chine n'est pas suffisamment reconnu, a-t-on dit ensuite. Je le crois bien, il n'est pas dit un mot de la Chine, elle a bien l'air d'être reléguée parmi les pouvoirs étrangers. ».
Pour Ram Prakash Anand, un diplomate, érudit et historien du droit indien, il y a peu de doute que même le dernier vestige du contrôle chinois au Tibet avait disparu.
Pour Laurent Deshayes, ce traité place le Tibet dans la « zone d'influence britannique », reconnaît « de facto l'État tibétain comme politiquement séparé et libre de toute tutelle chinoise », et annule les accords sino-britannique de 1890 et 1893 entre la Chine et les Britanniques tout en demandant au gouvernement du Tibet de respecter la frontière avec le Sikkim signée dans cette convention,,,.

## Conséquences

### Réactions chinoises et traité de Pékin (1906)
Le traité de Pékin, conclu le 27 avril 1906 entre l'Empire britannique et l'empire Qing, rappelle la souveraineté de la Chine sur la région du Tibet et les frontières entre la Chine et l'Inde de l'empire colonial britannique,. Britanniques et Chinois s'engagent à ne permettre à aucune autre puissance étrangère de s’infiltrer sur le territoire ou dans l'administration interne du Tibet (Article II).

### Réactions russes et convention anglo-russe de 1907
Les Russes protestent rapidement contre le traité de Lhassa. La Grande-Bretagne fait alors marche arrière et rejette la responsabilité des clauses du traité sur Francis Younghusband soutenu par Curzon. Le traité est qualifié de simple arrangement et ses clauses sont modifiées. L'indemnité est réduite à 25 lacks, la Grande-Bretagne s'engage à évacuer la vallée du Choumbi à la troisième annuité et les agents britanniques ne pourront désormais plus pénétrer à Lhassa. Les Russes sont ainsi rassurés. La convention est ratifiée à Simla le 11 novembre 1904.
La convention anglo-russe de 1907 entre l'empire britannique et la Russie tsariste définit les sphères d'influence des deux pays, lesquels s'engagent à « respecter l'intégrité territoriale du Tibet et à s'abstenir de toute ingérence ». Les deux parties reconnaissaient la « suzeraineté de la Chine sur le Tibet », s'engageant à ne pas négocier avec les autorités tibétaines sans consultation du gouvernement chinois.

### Position française
Selon Laurent Deshayes, dès le début de la mission britannique, la France intervient auprès de la Chine pour lui demander de renforcer sa présence militaire dans les territoires de ses Marches dans la crainte de bouleversements des secteurs proches de l'Indochine française.